# Раджа Ахмад Аминуллах
Раджа Ахмад Аминуллах (малайск. Raja Ahmad Aminullah); (12 сентября 1955, Ипо, штат Перак) — деятель культуры Малайзии, поэт.

## Краткая биография
Родился семье журналиста — отец в 1938—1941 гг. издавал газету «Варта Кинта» в Пераке. Окончил Малайский колледж в Куала-Кангсаре (1972) и юридический факультет Лондонского университета в Англии (1986). Изучал масс-медиа в Технологическом университете (институт) МАРА (1975—1976). В 1973 году обучался в США по писательской программе. Будучи студентом в Англии, возглавлял Совет организаций малайских студентов в Англии и Малайский союз. Работал журналистом газеты «Нью Стрейтс Таймс» (1975), являлся членом Совета директоров газетного треста «Утусан» (1986—2001 годы). Его вынудили уйти с этого поста, поскольку премьер-министру Махатхиру не понравилась его инициатива подготовки меморандума с требованием пересмотреть решение, запрещающее выезд оппозиционному деятелю Анвару Ибрагиму на лечение в Германию (меморандум был подписан 108 видными представителями малайзийской общественности) .

## Политическая деятельность
В 1987—2001 гг. годы был связан с правящей коалицией и даже был заместителем председателя отделения партии ОМНО в Восточном Ипо. Позднее пытался найти своё место в стане оппозиции — в 2001—2002 гг. являлся специальным помощником председателя оппозиционной Партии национальной справедливостив, в 2002—2004 гг. возглавлял отделение партии в Лембах-Пантай. В последующем, однако, отошёл от политики.

Раджа Ахмад Аминуллах в своей галерее на вечере, посвящённом Всемирному дню поэзии 18 марта 2014 г..

## Живопись и литература
В 2007 году основал в Куала-Лумпуре картинную галерею «Р А Файн Артс», основой которой стала его частная коллекция, включающая полотна известнейших мастеров живописи Малайзии: Саида Ахмада Джамала, Редзы Пиадасы, Йеох Джин Ленга, Чунг Кам Коу, Мад Анвара, Утомо Раджикина. Галерея сразу же завоевала популярность своими вернисажи и вечерами поэзии. Один из основателей Фонда искусства Перака (1996).
Наряду с увлечением живописью Раджа Ахмад Аминуллах является признанным поэтом, пишущим стихи на малайском языке. Основные сборники: «Познание души» (2004, переиздание 2010), «Слова сердца» (2006), «Нюансы Нусантары» (2012), «Ландшафт путешествий» (2013), «Стихи трёх деятелей искусства» (2013, совместно с Мустафой Хаджи Ибрагимом и Закарием Али). Поэзия отличается тонкими наблюдениями и богатой метафорой. Публицистическая книга «Мысли в застенках» (2011, второе издание в 2014 г.) вызвала большой резонанс в общественных кругах страны и породила бурные дискуссии о свободе и демократии в Малайзии. Организатор Международного фестиваля искусств в Ипо (1996-2000 гг.).
8-11 декабря 2023 года им организован в Куала-Лумпуре Фестиваль поэтов, писателей и переводчиков, в котором приняли участие 100 поэтов из 15 стран

## Публикации
- Merubah pimpinan: cabaran zaman atau rebutan kuasa? Kuala Lumpur: Nadia, [1987].
- Persoalan seni rupa sezaman?: cetusan rasa seniman Malaysia. Contemporary visual arts discourse : vignettes by Malaysian artists. Ipoh: Yayasan Kesenian Perak, 2003.
- Menyarung Jiwa (Познание души). Kuala Lumpur: Pustaka Cipta, 2004.
- Kata kata hati (Слова сердца). Kuala Lumpur: Suara-suara, [2006?]
- Rapat Umum Merdeka. Kuala Lumpur, 2008.
- Peace: expressions of hope: an international art exhibition, 25-28 February 2009, Kuala Lumpur. Kuala Lumpur: RA Fine Arts, 2009.
- Soulship. Kuala Lumpur: Institut Terjemahan Negara Malaysia (ITNM), 2010.
- Minda Tertawan (Мысли в застенке): Intelektual, Rausyanfikir dan Kuasa. Gerak Budaya, 2011 (второе издание Petaling Jaya: Strategic Information and Research Development Centre, 2014)
- Nuansa Nusantara (Нюансы Нусантары). Kuala Lumpur: Institut Terjemahan Negara Malaysia (ITNM), 2012.
- Landskap Kembara (Пейзажи путушествий): Perjalanan Rencam Seniman. Kuala Lumpur: R A Fine Arts, 2013.
- Mustapa Hj. Ibrahim; Zakaria Ali; Raja Ahmad Aminullah. Sajak-Sajak 3 Seniman (Стихи трёх деятелей искусства): Kata dan Rupa. Kuala Lumpur: Institut Terjemahan & Buku Malaysia 2013.
- Travelscapes: alternative journeys. Kuala Lumpur: R A Fine Arts, [2013].

## Перевод на русский язык
- Раджа Ахмад Аминуллах. Сон (Mimpi); Бриз на Санур-бич (Desiran Angin di Pantai Sanur); Твой ли голос II (Engkaukah Itu II)[6]